# Microcalyptris
Microcalyptris is een geslacht van vlinders van de familie dwergmineermotten (Nepticulidae), uit de onderfamilie Nepticulinae.

## Soorten
- M. bicornutus Davis, 1978
- M. bipinnatellus Wilkinson, 1979
- M. distaleus Wilkinson, 1979
- M. postalatratus Wilkinson, 1979
- M. scirpi Braun, 1925
- M. tenuijuxtus Davis, 1978